# Kind of Blue
Kind of Blue és un àlbum d'estudi del músic de jazz Miles Davis, publicat el 17 d'agost de 1959 a Columbia Records. Les sessions d'enregistrament d'aquest l'àlbum van tenir lloc als Columbia 30th Street Studio, a la ciutat de Nova York el 2 de març i el 22 d'abril de 1959. En aquestes sessions es presentava el sextet liderat per Miles Davis, amb el pianista Bill Evans, el pianista Wynton Kelly, el bateria Jimmy Cobb, el baixista Paul Chambers i els saxofonistes John Coltrane i Cannonball Adderley. La producció va anar a càrrec de Teo Macero i Irving Townsend.
Després de la inclusió de Bill Evans en el seu sextet, Davis va seguir experimentant el jazz modal tal com ja havia començat a fer a Milestones i a 1958 Miles, ambdós enregistraments apareguts l'any 1958. L'àlbum es basa totalment en la modalitat en contrast amb els seus treballs anteriors en l'estil Hard Bop i les seves complexes progressió d'acords i improvisacions.
Malgrat certes diferències en les xifres, Kind of Blue ha estat citat per molts crítics com l'àlbum més venut de Miles Davis, i també com l'enregistrament de jazz més venut de tots els temps. El 7 d'octubre de 2008, l'àlbum va ser certificat com a quàdruple platí en vendes per la Recording Industry Association of America (RIAA). També ha estat considerat per molts crítics com el millor àlbum de jazz de tots els temps i l'obra mestra de Davis, i ha estat classificat en els primers llocs de les llistes de "millor àlbum" de gèneres dispars.
La influència de l'àlbum en la música, incloent-hi el jazz, el rock i la música clàssica, ha portat els escriptors de música a reconèixer-lo com un dels àlbums més influents de tot el temps. El 2002, va ser un dels cinquanta enregistraments escollits aquell any per la Biblioteca de Congrés dels EUA per ser afegit al "Registre Nacional d'Enregistraments". El 2003, l'àlbum va ocupar el número 12 de la llista de la revista Rolling Stone dels 500 àlbums més importants de tot el temps. El 2008, el segell Legacy Recordings va editar un CD recopilatori de Kind of Blue en commemoració del seu cinquantè aniversari.